# 超高層ホテルウーマンvs女ガードマン
超高層ホテルウーマンvs女ガードマン（ちょうこうそうホテルウーマンvsおんなガードマン）は、テレビ朝日系で放送される土曜ワイド劇場枠で2007年12月1日に放送された作品である。制作はテレビ朝日、TSPである。

## 登場人物

### 主要人物
佐倉 奈月 (43) - 浅野温子
独身。横浜・みなとみらいにある｢横浜グランドインターコンチネンタルホテル｣のセールスマネージャー。勤務歴は15年で、客の要望や疑問、トラブルの解決にあたっている。パリに留学中の頃、5年間画家の卵と同棲するも、両立が難しくなり破局している。
夏樹 さくら - 池上季実子
｢横浜グランドインターコンチネンタルホテル｣の警備主任として新たに配属。横浜中央署に刑事として15年間勤務していた当時は周囲から｢鉄の女｣と恐れられるも、同僚のベテラン刑事の癒着を告発しようとして、恋人の同僚刑事との破局も含めた孤立という形で辞職している。愛車はワインレッドのジャガー・Xタイプ。
山野 隆文 - 寺泉憲
｢横浜グランドインターコンチネンタルホテル｣の総支配人。メガネをかけている。
尾形 雄介 - 片桐竜次
横浜中央署刑事課刑事。
江上 雅彦 - 石橋篤史
横浜中央署刑事課刑事。夏樹に捜査のイロハを教わった事から、個人的に捜査の相談に乗ってもらっている。

### ゲスト
第1作（2007年）
- 篠ノ宮 薫 - 大和田美帆 （幼少時 - 森高愛）
- 小笠原 幸蔵 - 鈴木ヒロミツ
- 森山 聡 - 宗方勝巳
- 磯村 清次 - 平野稔
- 三崎 晃一 - 逢川大樹
- 柴山 零 - 宮澤寿梨
- 立花 みどり - 大竹一重
- 福田 賢治 - 山本紀彦
- 鈴木 数代 - 大沢逸美
- 佐野 輝正 - 常泉忠通
- 篠ノ宮 節子 - 山本陽子
- - 松澤重雄
- - 奥村利治
- - 市川千恵子
- - 浜口悟
- - 伹川衛治
- - 飯島ひろみ
- 篠ノ宮 義人 - 若林豪

## スタッフ
- プロデューサー - 松本健（テレビ朝日）、星裕夫（TSP）、山田大作（TSP）、塙淳一
- 脚本 - 松川幸乃
- 監督 - 山本邦彦
- 撮影 - 小澤佐俊
- 殺陣 - 深作覚
- 美術協力 - 日本テレビアート、山崎美術
- 技術協力 - ビデオフォーカス
- 協力 - ヨコハマグランドインターコンチネンタルホテル

## 放送作品
| 話数 | 放送日        | サブタイトル                                                        | 脚本     | 監督     | 視聴率 |
| ---- | ------------- | ------------------------------------------------------------------- | -------- | -------- | ------ |
| 1    | 2007年12月1日 | 99人が目撃した! エステパーティで殺された女 赤と白に殺意のトリック!? | 松川幸乃 | 山本邦彦 | 12.7%  |

## 補足
- 放送当日は野球・北京五輪アジア地区最終予選｢日本×フィリピン｣戦の中継延長のため、40分繰り下げた21:40〜23:31の放送枠で放送されている。
- 撮影は2006年の1月頃で、いわゆる『蔵出し作品』である。